# Shout Out Louds

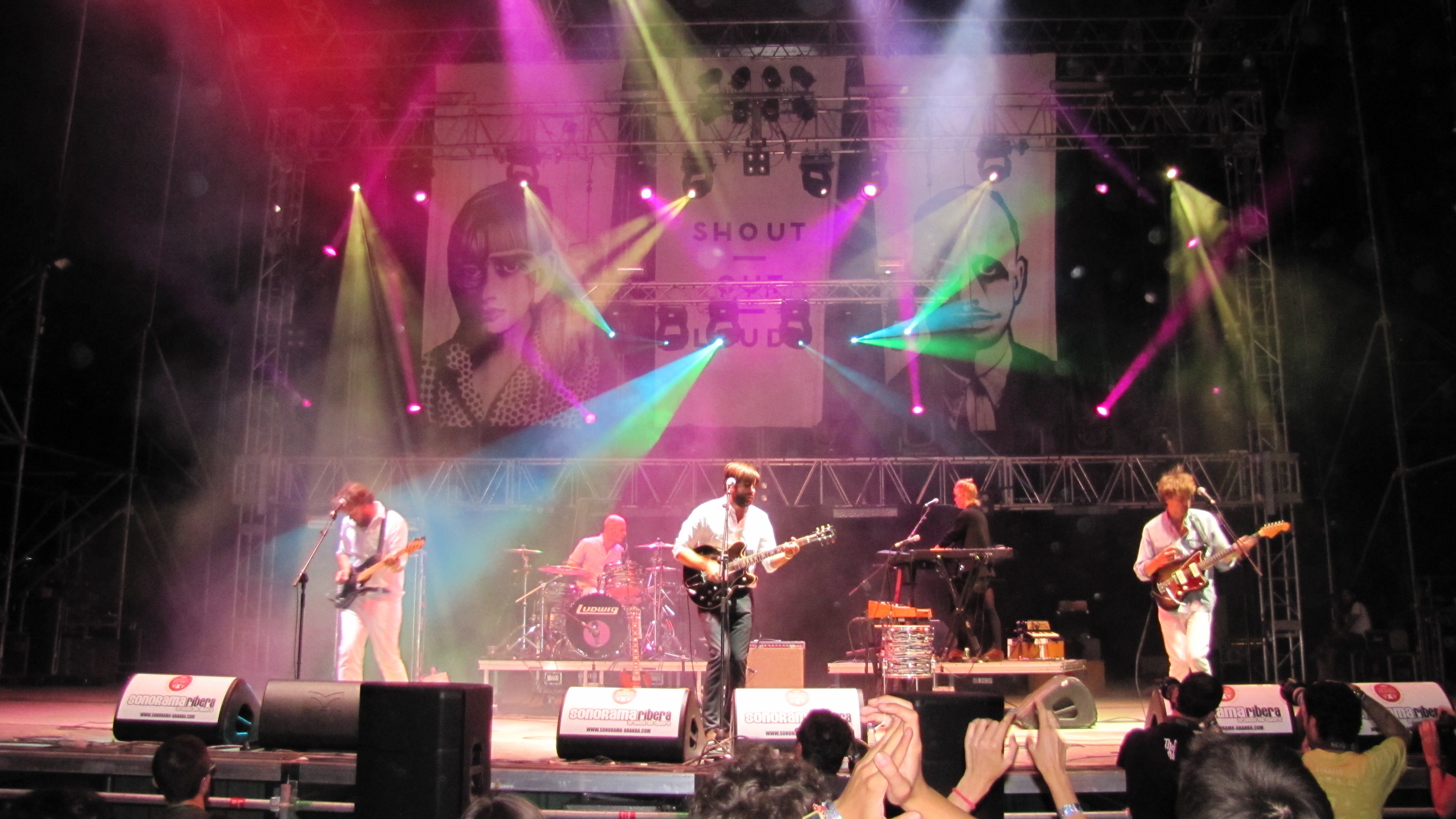
Shout Out Louds

Shout Out Louds est un groupe de pop/rock originaire de Stockholm (Suède). Formés en 2001 autour de Ted Malmros, Adam Olenius et Carl von Arbin, vite rejoints par Bebban Stenborg et Eric Adam, ils jouent une musique à la croisée du rock et de la new wave. Ils ont sorti plusieurs albums :  "Howl Howl Gaff Gaff", "Our Ill Wills", "Work", et enfin "Optica" en 2013.

## Membres
- Adam Olenius (Chant)
- Carl Von Arbin (Guitare)
- Ted Malmros (Basse)
- Bebban Stenborg (Claviers)
- Eric Edman (Batterie)

## Discographie

### EP
- 100° (2003)
- Oh, Sweetheart (2004)
- Very Loud (2005)

### Singles
- Shut Your Eyes (2003)
- Please Please Please (2003)
- The Comeback (2005)
- Blue Ice (2012)

### Anecdotes
À l'occasion de la sortie de leur single "Blue Ice", un kit de pressage d'un disque de glace a été livré en tant que support promotionnel : il suffit de remplir un moule avec de l'eau, de le conserver au congélateur, puis de démouler le disque pour l'écouter sur une platine avant le dégel...